# Pleuropholis
Pleuropholis is een geslacht van uitgestorven straalvinnige beenvissen, dicht bij de oorsprong van de Teleostei. Het leefde tussen het Laat-Jura en het Vroeg-Krijt (Kimmeridgien - Albien, ongeveer 155 - 110 miljoen jaar geleden) en zijn fossiele overblijfselen zijn gevonden in Europa en Noord-Amerika.

## Naamgeving
Pleuropholis, voor het eerst beschreven in 1858 door Philip de Malpas Grey Egerton, is een langlevend geslacht waarvan de fossielen zijn gevonden in verschillende delen van Europa en waaraan talrijke soorten zijn toegeschreven, verspreid over een breed stratigrafisch bereik. 
De typesoort is Pleuropholis crassicauda. De geslachtsnaam is afgeleid van het Grieks pleuros, "rib" of 'zijde', en pholis, 'afgeplatte vis die zich in een hol verschuilt'. De soortaanduiding betekent 'dikstaart'.
Fossielen zijn door William Brodie gevonden in het gebied van Durdlestone Bay in Engeland, in bodems die teruggaan tot het Berriasien. Andere soorten zijn Pleuropholis laevissima (Laat-Jura van Solnhofen, Duitsland), Pleuropholis cinerosorum (Laat-Jura van Mexico), Pleuropholis attenuata, Pleuropholis formosa, Pleuropholis longicauda (allemaal van het Engelse Vroeg-Krijt), Pleuropholis serrata (Krijt) inferieur van Engeland en Denemarken), Pleuropholis germinalis (Barremien - Aptien van België), Pleuropholis decastroi (Aptien-Albien van Pietraroja, Italië) en Pleuropholis danielae.

## Beschrijving
Pleuropholis was klein van formaat, meestal niet meer dan tien centimeter lang. Hij werd gekenmerkt door een slanke bouw, met een langwerpige kop en ronde snuit. De muil was matig diep en de ogen waren groot. De rugvin was zeer ver naar achteren geplaatst en lag praktisch tegenover de anaalvin. De buikvinnen waren klein, terwijl de borstvinnen langwerpig waren. De schubben op de rug en langs de buik waren klein en bijna vierkant van vorm, terwijl ze op de flanken verrassend lang waren, in de vorm van een schacht. De schubben hadden gekartelde randen.

## Fylogenie
Pleuropholis is een merkwaardige beenvis, meestal ingedeeld bij de Pholidophoriformes, voornamelijk vanwege de kenmerken van de schedel. De lange schubben van de flanken laten hem echter lijken op andere archaïsche beenvissen die typisch zijn voor het Trias, waaronder Pholidopleurus, Peltopleurus en Placopleurus, waarmee hij geen verwantschap lijkt te hebben. Pleuropholis wordt beschouwd als dicht bij de oorsprong van de hedendaagse beenvissen staand, maar zijn verwantschappen en die van andere soortgelijke vormen (gegroepeerd in de familie Pleuropholidae) zijn nog niet duidelijk.

## Paleobiologie
Pleuropholis leefde waarschijnlijk in ondiepe lagunes, brakke en mariene wateren en voedde zich met kleine organismen.